# Venedigbrunnen

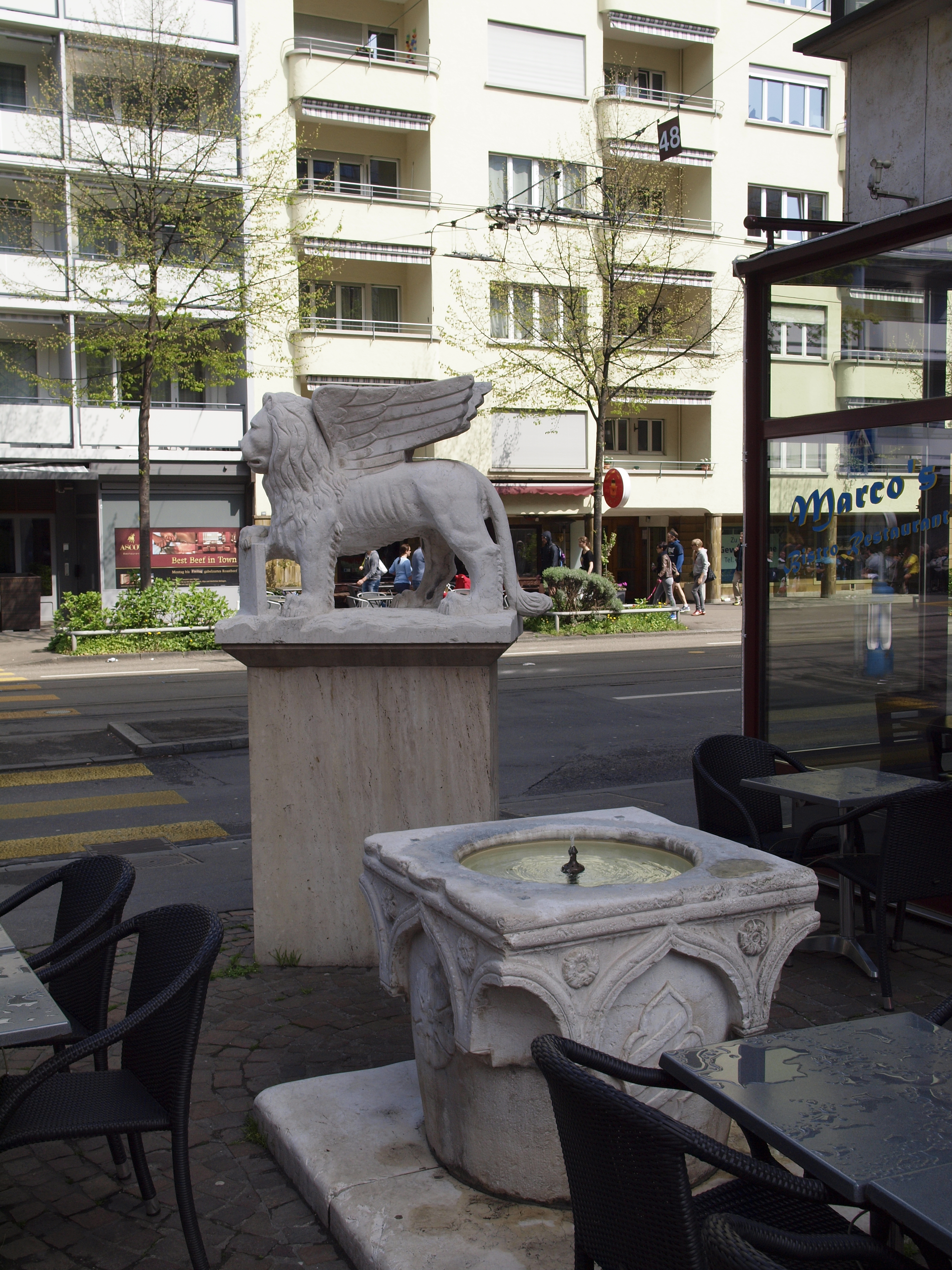
Der Venedigbrunnen

Der Venedigbrunnen ist ein Brunnen in der Stadt Zürich. Er wurde 1980 an der Einmündung Lavaterstr./General Wille-Strasse in der Nähe des FIFA Museums aufgestellt.

## Hintergrund
Zürich und Venedig pflegten im 15. Jahrhundert Handelsbeziehungen. Anfang des Dreissigjährigen Krieges schloss Zürich mit der Republik Venedig ein Bündnis zum Kauf von italienischen Waffen. Sowohl Zürich als auch Venedig wollten die Habsburger von den Bündner Pässen fernhalten.

## Gedenken an das Bündnis
Zum Gedenken an dieses Soldbündnis wurde in Zürich 1886 eine Strasse in Venedigstrasse umbenannt. Im 18. Jahrhundert gründeten Zürcher Kaufleute die Gesellschaft Società di San Marco. Sie bewirtete im Weiherschlösschen venezianische Gäste. Das Weiherschlösschen wurde 1925 abgebrochen.

## Brunnen
Eine aus istrischem Kalkstein gearbeitete Löwenfigur und ein Brunnen mit dem Wappen Venedigs wurden im Mai 1980 vom venezianischen Landesminister für Fremdenverkehr der Stadt Zürich übergeben. Diese sollen zur Erinnerung sowohl an die alten Handelsbeziehungen der beiden Städte als auch an die Società di San Marco dienen. 
Der Brunnen hat die Brunnennummer 1027 der Stadt Zürich bekommen.